# Legion
Legion este o formație de thrash metal/hardcore înființată în localitatea Seini, județul Maramureș, în anul 1994. Muzica trupei este influențată de cea a unor formații de gen cunoscute precum Sepultura, Pantera, Meshuggah sau Pro Pain, iar textele se încadrează în sfera socialului.

## Biografie

### De la înființare până la „Marfă” (1994-2001)
Prima formulă Legion a constat în Rudolf "Rudi" Stauder – voce, Ciprian Tarța – baterie, Otto Ulman – chitară și Csaba Szöllösy – bas. În perioada 1995-1997, Legion a înregistrat patru materiale demo: „Lista Neagră” (1995), „Rezistă” (1996), „Live” (1997) și „Legion 3” (1997). De asemenea, în această perioadă, formația a avut o activitate concertistică destul de pronunțată, în special pe plan local și regional, și a participat cu destul succes la o serie de festivaluri, așa-numitele festivaluri-concurs, care erau organizate în acea perioadă. Cele mai notabile participări au fost la Posada Rock (locul II în 1997 și Premiul AMI în 1998), Constelații Rock (Premiul special în 1996), Samfest, Sam Rock (locul III în 1995 și 1996), Samus Rock Alive, Metalfan, Young Rock for Youngs (locul IV în 1995) și Top T Buzău. În perioada 1997-1998, Alex Papp (ex-Protest) a activat ca al doilea chitarist. Între 1994 și 1998, membrii Legion împreună cu cei de la concitadina Dirty Shirt au organizat mai multe ediții ale festivalului local RockFest Seini. În 1997, chitaristul Otto Ulman împreună cu câțiva actuali și foști membri Dirty Shirt (Dan Crăciun, Mihai Tivadar, Pál Novelli, Vlad Țoca și Dan Prikop) au pus bazele proiectului de rock progresiv Rhetorica.
În 1998, Legion a contribuit cu piesa „Haos” la compilația „Romanian Metal Underground” lansată sub egida casei de discuri Promusic Prod. din Cluj-Napoca. Tot în acest an s-a produs și prima schimbare de componență semnificativă: Cosmin Cadar (ex-Protest) l-a înlocuit pe Ciprian Tarța la baterie. În 1999, Legion a câștigat locul II (Premiul „Heavy Metal Magazine”) la secțiunea „Metal” în cadrul festivalului Top T Buzău. Acest an a adus și semnarea unui contract cu casa de discuri Promusic Prod. Rezultatul a fost înregistrarea albumului de debut, intitulat „Marfă”, în studioul „Glas Transilvan” din Cluj-Napoca cu ajutorul inginerului de sunet Olivér Végh. Albumul a fost lansat pe 13 decembrie 1999 și a fost promovat printr-o serie de concerte pe plan național.

### Intermezzo și albumul Rhetorica (2001-2008)
Din păcate, precedenta perioadă prolifică a fost urmată de una dificilă cauzată în principal de plecarea lui Cosmin Cadar în formația Antract. Au urmat mai multe schimbări succesive pe postul de baterist, cele mai semnificative fiind cooptările lui Csaba Fisher (ex-Undersky) și Cristi Mateșan (ex-Byron) în 2001, respectiv 2002. În 2004, după revenirea lui Cosmin Cadar, componența s-a stabilizat din nou. În perioada 2001-2004, activitatea concertistică a fost destul de redusă, notabile fiind participarea la festivalul Deva Rock Camp în mai 2001, precum și mini-turneul aniversar din 2004, care a inclus concerte în Seini, Zalău, Baia Mare și București. De asemenea, câteva dintre piesele ce vor fi incluse pe următorul album de studio au fost compuse în această perioadă. În altă ordine de idei, chitaristul Otto Ulman a fost activ în cadrul proiectului Rhetorica, rezultatul fiind înregistrarea și lansarea albumului de debut „Gânduri” în anul 2005. Albumul a fost reeditat în 2009.
În perioada 2006-2008, Legion a reluat activitatea concertistică cu o intensitate ceva mai crescută. Astfel, formația a participat la două ediții consecutive ale festivalului Samfest Rock din Satu Mare (2007 și 2008), unde a împărțit scena cu trupe de rock/metal binecunoscute precum Lake of Tears (Suedia), Rotting Christ (Grecia) sau Crematory (Germania). De asemenea, notabile au fost și participările la festivalurile Monsters of Transylvania (2006) din Târgu-Mureș, unde au cântat alături de formația de thrash metal Moby Dick (Ungaria), și East-West Fest Arhivat în 29 august 2013, la Wayback Machine. (2006 și 2008), organizat în Seini (România) și Saint-André-lez-Lille (Franța), unde au împărțit scena cu nume cunoscute atât din underground-ul românesc (Altar, Dirty Shirt, Luna Amară, Taine sau Ultimu' Nivel), cât și din străinătate (Eths și Tripod din Franța, Superbutt și Stopyt din Ungaria). În paralel, formația s-a concentrat și pe finisarea pieselor pentru următorul album de studio.

### „Black Underground” (2008-2015)
În iunie 2008, Legion a intrat în studioul „Denevér” din Szolnok (Ungaria) unde a înregistrat al doilea album, intitulat „Black Underground”, cu ajutorul inginerului de sunet Zoltán „Töfi” Cserfalvi. Acesta a fost lansat de casa de discuri ungară Nail Records/Hammer Music pe 8 aprilie 2009. În comparație cu precedentul album „Marfă”, „Black Underground” aduce în atenție o abordare mai modernă, tehnică și progresivă a stilului thrash metal, fiind în același timp primul album Legion cu texte în limba engleză. Albumul a primit recenzii pozitive în presa de specialitate din România și mixte în presa internațională. În numărul pe mai al revistei HammerWorld din Ungaria, „Black Underground” a primit nota 8/10. După lansare, Legion a plecat într-un turneu de promovare alături de formația de punk rock Ultimu' Nivel din Baia Mare. Turneul a inclus o serie de concerte atât în România, cât și în Ungaria. În noiembrie 2009, Legion a revenit pe scena festivalului East-West Fest, iar în mai 2010, pe cea a longevivului și respectatului festival Top T Buzău, ajuns în acel moment la a 26-a ediție. De asemenea, la începutul anului 2010, formația a lansat și un videoclip la piesa de titlu, realizat de Johnnu, basistul celor de la Ultimu' Nivel.
În 2009, Legion a sărbătorit a cincisprezecea aniversare prin două concerte la Baia Mare și Satu Mare. Cu această ocazie a fost lansată și compilația „Legion 15” care cuprinde atât compoziții Legion, cât și piese ale formațiilor Dirty Shirt, Ultimu' Nivel și Smog, participante la cele două concerte. De asemenea, formația a lansat și compilația „Demology” care include două materiale demo înregistrate în perioada 1996-1997. În mai 2010, Cosmin Cadar a părăsit din nou formația pentru a se concentra pe alte proiecte muzicale, și a fost înlocuit pentru o scurtă perioadă (august 2010-martie 2011) de către Eddy Sándor (Crimson). În iulie 2011, Cosmin Cadar a urcat pe scenă alături de Legion pentru două concerte susținute în cadrul festivalurilor Samfest Rock (Satu Mare) și Ghiorock Ultrafest (Arad). Cu aceste două apariții live, Legion a încheiat seria concertelor de promovare a albumului „Black Underground.” În decembrie 2011, formația a confirmat cooptarea lui Cristian Nica pe postul de baterist.
În toamna anului 2014, Legion a sărbătorit 20 de ani de la înființare printr-un mini-turneu care a inclus concerte în mai multe localități precum Baia Mare, Satu Mare, Oradea și Arad.

### „Ghost Killer” (2015-prezent)
Formația a anunțat, printr-un comunicat de presă din 1 martie 2016, că se pregătește să lanseze EP-ul ”Ghost Killer”. Acesta a fost înregistrat în studioul ”Black Underground” din Seini în toamna anului 2015, și consemnează debutul lui Nabil Karsheh pe postul de baterist. Producția audio a fost realizată de echipa Drop'n'Dirty (Mihai Tivadar și Vlad Bornuz), iar masterizarea a fost făcută în studioul „Dugout” din Uppsala (Suedia) de Giorgos Nerantzis și Daniel Bergstrand, acesta din urmă fiind cunoscut pentru colaborările sale cu formații precum Meshuggah, In Flames sau Behemoth. Coperta a fost realizată de Szilárd Székely (Ultimu’ Nivel). Noul material discografic, care conține șase compoziții originale, a fost lansat pe 24 septembrie 2016 printr-un concert susținut la Baia Mare în Shadows Pub. Lansarea acestuia a fost urmată de câteva concerte în România și Ungaria.

## Discografie

### Demo-uri
- 1996: Lista Neagră
- 1996: Rezistă
- 1997: Live
- 1997: Legion 3

### Albume
- 1999: Marfă (Promusic Prod.)
- 2009: Black Underground (Nail Records/Hammer Music)

### EPuri
- 2016: Ghost Killer (auto-produs)

### Compilații
- 1998: Romanian Metal Underground (Promusic Prod.)
- 2009: Demology (auto-produs)

## Componență

### Componența actuală
- Rudolf Stauder - voce (1994-prezent)
- Otto Ulman - chitară (1994-prezent)
- Csaba Szöllösy - chitară bas (1994-prezent)
- Nabil Karsheh - baterie (2015-prezent)

### Foști componenți
- Ciprian Tarța - baterie (1994-1998)
- Alex Papp - chitară (1997-1998)
- Cosmin Cadar - baterie (1998-2001, 2004-2010, iulie 2011)
- Cristi Mateșan - baterie (2002)
- Csaba Fisher - baterie (2001)
- Eddy Sándor - baterie (2010-2011)
- Cristian Nica (2011)

### Colaboratori
- Leonard Ciocan - texte pe ”Black Underground” și ”Ghost Killer”